# Madrigal de la Vera
Madrigal de la Vera é um município da Espanha na comarca de La Vera, província de Cáceres, comunidade autónoma da Estremadura. Tem 42 km² de área e em 2021 tinha 1 566 habitantes (densidade: 37,3 hab./km²).
|                                              | \| Municípios limítrofes de Madrigal de la Vera \| \| \| \| Bohoyo \| \| \| \| Villanueva de la Vera \| \| Candeleda \| \| Villanueva de la Vera \| Oropesa \| Candeleda \| |           |
| Municípios limítrofes de Madrigal de la Vera | |           |
| Bohoyo                                       | |           |
| Villanueva de la Vera                        | | Candeleda |
| Villanueva de la Vera                        | Oropesa | Candeleda |

## Demografia
| Variação demográfica do município entre 1991 e 2004 [carece de fontes?] | Variação demográfica do município entre 1991 e 2004 [carece de fontes?] | Variação demográfica do município entre 1991 e 2004 [carece de fontes?] | Variação demográfica do município entre 1991 e 2004 [carece de fontes?] |
| ----------------------------------------------------------------------- | ----------------------------------------------------------------------- | ----------------------------------------------------------------------- | ----------------------------------------------------------------------- |
| 1991                                                                    | 1996                                                                    | 2001                                                                    | 2004                                                                    |
| 1827                                                                    | 1836                                                                    | 1755                                                                    | 1733                                                                    |